# Люцень
Люцень (пол. Lucień) — село в Польщі, у гміні Гостинін Ґостинінського повіту Мазовецького воєводства.
Населення — 513 осіб (2011).
У 1975-1998 роках село належало до Плоцького воєводства.

## Демографія
Демографічна структура станом на 31 березня 2011 року:
|          | Загалом | Допрацездатний вік | Працездатний вік | Постпрацездатний вік |
| -------- | ------- | ------------------ | ---------------- | -------------------- |
| Чоловіки | 252     | 57                 | 171              | 24                   |
| Жінки    | 261     | 48                 | 157              | 56                   |
| Разом    | 513     | 105                | 328              | 80                   |